# Guido Pollice
Guido Pollice (Avellino, 1º ottobre 1938 – 18 giugno 2023) è stato un politico italiano.

## Biografia
Viene eletto alla Camera dei deputati nel 1983 nelle file di Democrazia Proletaria e per la IX legislatura fa parte della Commissione Finanze e Tesoro, oltre che di quella di Vigilanza sui servizi radiotelevisivi e di quella sul fenomeno della Mafia.
Nel 1987 è candidato al Senato, risultando l'unico eletto della X Legislatura di Democrazia Proletaria a Palazzo Madama (oltre che unico senatore nella storia ad essere eletto nelle file di DP): in quegli anni è membro della Commissione Lavori pubblici e Comunicazioni oltre che di quella di Vigilanza sui servizi radiotelevisivi.
Nel 1989 fa parte della minoranza di DP che abbandona il partito per aderire ai Verdi Arcobaleno, soggetto politico che poi alla fine del 1990 darà vita alla Federazione dei Verdi, formazione ecologista che Pollice rappresenta in Senato fino al 1992.
Negli anni Duemila è presidente nazionale dell'associazione Verdi Ambiente e Società (VAS). Muore all'età di 84 anni il 18 giugno 2023.